# Hugo A. Bernatzik
Hugo Adolf Bernatzik (Bécs, 1897. március 26. – Bécs, 1953. március 9.) osztrák utazó, fényképész, az alkalmazott néprajztudomány egyik megalapítója.

## Élete és munkássága
Apja Edmund Bernatzik, a bécsi egyetem rektora és az Osztrák–Magyar Monarchia legfelső bíróságának (Reichsgericht) tagja volt. Az első világháború idején, érettségi után, 1915-ben önkéntesnek jelentkezett a hadseregbe; többek között Albániában vetették be. 1920-ban anyagi okok miatt félbehagyta orvosi tanulmányait és a bécsi kereskedelmi főiskolára jelentkezett, majd antropológiai és etnológiai tanulmányokat folytatott a bécsi egyetemen.
Tanulmányai után vállalkozóként próbálkozott, majd első felesége korai halála után hosszabb utazásokba kezdett, amik később a hivatásává és szenvedélyévé váltak. 1924-ben Spanyolországba és Északnyugat-Afrikába; 1925-ben Egyiptomba és Szomáliába; 1927-ben Szudánba; 1926 és 1930 között Romániába és Albániába; 1930-31-ben Portugál Guineába; 1932-33-ban a Salamon-szigetekre, Új-Guineába, valamint Bali szigetére; 1934-ben a svédországi Lappföldre; 1936-37-ben Burmába, Thaiföldre és Francia Indokínába (Vietnám, Kambodzsa), 1949-50-ben pedig a francia uralom alatt álló Marokkóba utazott.
Kutatóútjait és létfenntartását útleírások, képriportok közzétételével finanszírozta, anyaggyűjtést végzett német és svájci néprajzi múzeumok számára, előadásokat tartott. Írásai és fotói révén széles körben ismertté vált. Szorgalmazta a létükben fenyegetett törzsi társadalmak védelmét.
1927-ben újra nősült, felesége Emmy Winkler (1904–1977) pszichológus a munkatársa lett és több útjára elkísérte. 1930-től folytatta tanulmányait a bécsi egyetemen a néprajz, pszichológia, antropológia, földrajz témakörében. Később sikertelenül igyekezett egyetemi álláshoz jutni. 1939-ben a kínai Jünnan tartományba tervezett utazást, amire azonban a második világháború kitörése miatt már nem kerülhetett sor.
Bernatzik 1938-ban tagja lett a Nemzetiszocialista Német Munkáspártnak. A háború kitörése után Bécsújhelyen légvédelmi kiképző tisztként szolgált, de igyekezett megszabadulni ettől a feladattól és visszatérni Afrika-tanulmányaihoz. Szeretett volna egy kézikönyvet kiadni Afrikáról az ottani német telepesek és a potenciális gyarmatosítók számára. E törekvésében támogatást kapott az náci párt gyarmati kérdésekkel foglalkozó illetékeseitől. Emiatt a háború után számos híresztelés kapott lábra korábbi tevékenységének esetleges katonai felderítői jellegéről is. Expedícióinak területi célja, az általa gyűjtött adatok, kutatói érdeklődése azonban világossá teszik, hogy ilyesmiről nem lehetett szó. 
A háború alatt is folytatta munkáját afrikai néprajzi monográfiáján, a témában 1940 és 1942 között együttműködött francia néprajzosokkal is Párizsban, kutatta a francia gyarmati archívumokat. Kéziratainak leadott példányai bombatalálat következtében elpusztultak, de a háború után ezt a két fontos munkáját változatlan szöveggel kiadták (Afrika-Handbuch, Akha und Miao), mindössze a „gyarmati etnográfia” kifejezést változtatták „alkalmazott etnográfiára”. 1944-től azonban bizonyos dokumentumok szerint az Abwehr informátorként nyilvántartásba vette őt. Ezek a kompromittáló adatok, valamint náci párttagsága a háború után erősen korlátozta tudományos tevékenységét is.
Bernatzik a háború után is az apja által építtetett villában élt Bécsben. 1953-ban a trópusi útjain szerzett betegségei miatt fiatalon, 56 éves korában elhunyt. Halála után Bécsben utcát neveztek el róla.

## Művei
- Zwischen weissem Nil und Belgisch-Kongo (A Fehér-Nílus és Belga-Kongó között); L. W. Seidel & Sohn, Wien, 1929
- Gari Gari. Der Ruf der afrikanischen Wildnis (Gari Gari. Hív az afrikai vadon); L.W. Seidel & Sohn, Wien, 1930
- Europas vergessenes Land (Európa elfelejtett földje); L. W. Seidel & Sohn, Wien, 1930 (később Albanien. Das Land der Schkipetaren – Albánia. A szkipetárok földje cím alatt)
- Der Dunkle Erdteil, Afrika (A sötét földrész, Afrika. Más szerzőkkel együtt.); Atlantis, Berlin, 1930
- Geheimnisvolle Inseln Tropenafrikas. Das Reich der Bidyogo auf den Bissagos Inseln, Wasmuth, Berlin-Zürich, 1933
- Äthiopien des Westens. Forschungsreisen in Portugiesisch-Guinea, L.W. Seidel & Sohn, Wien, 1933
- Südsee. Bibliographisches Institut, Leipzig, 1934
- Lappland. L.W. Seidel & Sohn, Wien, 1935
- Owa Raha. Bernina Verlag, Wien-Leipzig-Olten, 1936
- Die Geister der gelben Blätter: Forschungsreisen in Hinterindien, Bruckmann, München, 1938
- Akha und Meau. Probleme der angewandten Völkerkunde in Hinterindien, Innsbruck, 1947

Kiadóként, társszerzőként:
- Die Große Völkerkunde. Sitten, Gebräuche und Wesen fremder Völker. 3 Bände. Leipzig: Bibliographisches Institut, 1939
  - 1. Band : Australien, Amerika
  - 2. Band: Asien
  - 3. Band: Europa, Afrika
- Afrika. Handbuch der angewandten Völkerkunde, 2 Bände, 202 Fotos, 10 Karten, unter Mitarbeit von 32 Fachautoren aus Deutschland, Österreich, Frankreich, Italien, Belgien. Wagner'schen Univ.-Buchdruckerei, Innsbruck, 1947
  - Band 1: Nordafrika (Ägypten, Libyen, Nordwest Afrika, Sahara), Sudan (Anglo-Ägyptischer Sudan, Niloten, Stämme zwischen Schari und Nil, Mittelsudan, Zentralsahara, Westsudan, Guineaküste), Westafrika (Goldküste, Togo, Südnigerien, Kamerun).
  - Band 2: Kongogebiet (Belgisch-Kongo, Unterer Kongo-Ogowe), Ostafrika (Nord-Ostafrika, Kenia, Uganda, Tanganjika, Ruanda-Urundi), Angola-Sambesi-Gebiet (Portugiesisch-Ostafrika, Njassaland, Süd-Nordrhodesien, Angola); Südafrika (Süd-Westafrika, Afrikanische Union und britische Protektorate), Madagaskar.

### Magyarul
Két kötete is megjelent a Gondolat Kiadó Világjárók című könyvsorozatában:
- 009. Gari Gari. Életem és kalandjaim a Felső-Nílus négerei között; ford. Faragó László; Bibliotheca, Bp., 1957 (Világjárók); 2. kiadás 1961
- 028. Óceánia népei között; ford. Szentiványi Gyula; Gondolat, Bp., 1962 (Világjárók)

## Fordítás
- Ez a szócikk részben vagy egészben  a   Hugo Bernatzik című német Wikipédia-szócikk ezen változatának fordításán alapul.  Az eredeti cikk szerkesztőit annak laptörténete sorolja fel. Ez a jelzés csupán a megfogalmazás eredetét és a szerzői jogokat jelzi, nem szolgál a cikkben szereplő információk forrásmegjelöléseként.